# Carina Vogt
Carina Vogt (Waldstetten, 5 febbraio 1992) è una saltatrice con gli sci tedesca, prima campionessa olimpica (nel trampolino normale a Soči 2014) nella storia della specialità.

## Biografia
Ha debuttato in Coppa Continentale, la massima competizione femminile di salto prima dell'istituzione della Coppa del Mondo nella stagione 2012, il 6 agosto 2006 a Klingenthal, giungendo 31ª.
In Coppa del Mondo ha esordito il 7 gennaio 2012 a Hinterzarten (35ª), ha ottenuto il primo podio il 10 febbraio 2013 a Zaō (3ª) e la prima vittoria il 18 gennaio 2015 nella medesima località. In carriera ha partecipato a due edizioni dei Giochi olimpici invernali, Soči 2014 (dov'è giunta 1º nel trampolino normale, nonostante non avesse mai vinto in Coppa del Mondo) e Pyeongchang 2018 (5ª nel trampolino normale), e a cinque dei Campionati mondiali, vincendo sei medaglie (cinque ori e un bronzo).

## Palmarès

### Olimpiadi
- 1 medaglia:
  - 1 oro (trampolino normale a Soči 2014)

### Mondiali
- 6 medaglie:
  - 5 ori (trampolino normale, gara a squadre mista dal trampolino normale a Falun 2015; trampolino normale, gara a squadre mista dal trampolino normale a Lahti 2017; gara a squadre a Seefeld in Tirol 2019)
  - 1 bronzo (gara a squadre mista dal trampolino normale a Val di Fiemme 2013)

### Mondiali juniores
- 2 medaglie:
  - 1 argento (gara a squadre a Erzurum 2012)
  - 1 bronzo (trampolino normale a Erzurum 2012)

### Coppa del Mondo
- Miglior piazzamento in classifica generale: 2ª nel 2014
- 24 podi (22 individuali, 2 a squadre):
  - 4 vittorie (2 individuali, 2 a squadre)
  - 11 secondi posti (individuali)
  - 9 terzi posti (individuali)

#### Coppa del Mondo - vittorie
| Data             | Località   | Nazione  | Trampolino                                                                      |
| ---------------- | ---------- | -------- | ------------------------------------------------------------------------------- |
| 18 gennaio 2015  | Zaō        | Giappone | Yamagata HS100                                                                  |
| 1º febbraio 2015 | Hinzenbach | Austria  | Aigner HS94                                                                     |
| 19 gennaio 2019  | Zaō        | Giappone | Yamagata HS102 (con Juliane Seyfarth, Ramona Straub e Katharina Althaus)        |
| 9 febbraio 2019  | Ljubno     | Slovenia | Logarska dolina HS95 (con Anna Rupprecht, Juliane Seyfarth e Katharina Althaus) |

### Coppa Continentale
- Miglior piazzamento in classifica generale: 8ª nel 2010
- 3 podi (tutti individuali):
  - 1 vittoria
  - 1 secondo posto
  - 1 terzo posto